# Alice Kaluza

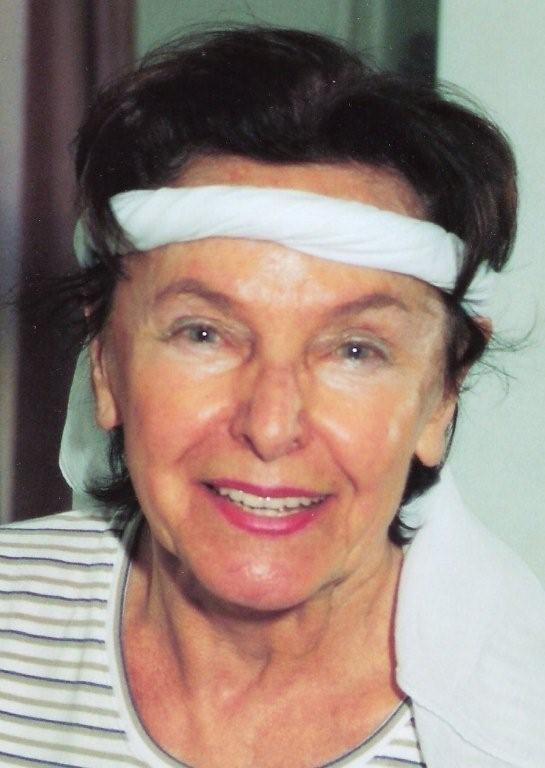
Alice Kaluza (2008)

Alice Kaluza, geboren als Alice Walther, (* 23. Dezember 1920 in Frankfurt am Main; † 31. Oktober 2017) war eine deutsche Tänzerin, Ballettmeisterin und Choreografin.

## Leben
Alice Kaluza wuchs in Frankfurt am Main auf und besuchte dort die Volksschule. Der Zugang zu weiterführenden Schulen wurde ihr in der Zeit des Nationalsozialismus aus politischen Gründen verwehrt, da die Mutter KPD-Stadtverordnete und der Vater Gewerkschafter waren. Als 14-Jährige begann sie ihre Ausbildung zur Tänzerin an Dr. Hoch’s Konservatorium in Frankfurt. Mit 17 Jahren erhielt sie ihr erstes Engagement als Solotänzerin in Trier. Parallel dazu nahm sie Schauspielunterricht. In Trier, Saarbrücken, Magdeburg und Mönchengladbach tanzte und spielte sie Schauspiel, Oper und Operette.
1947 gründete sie in Frankfurt die „Tanzbühne“ und ging mit diesem Ensemble auf Tournee durch Deutschland und die Schweiz, wirkte zudem als Choreografin und Regisseurin an der Hessischen Landesbühne und im Frankfurter Theater am Zoo. 1954 wurde sie als Ballettmeisterin an die Staatsoper Berlin (DDR) verpflichtet und mit ihrem Zyklus „Mensch in der Zeit“ zu einem Gastspiel an die Opera Națională București eingeladen. Nach Differenzen mit Kulturfunktionären in Ost-Berlin kehrte sie noch im gleichen Jahr nach Frankfurt zurück und gründete eine Ausbildungsstätte für Tanz und Schauspiel. Als Regisseurin und Choreografin arbeitete sie außerdem für die Städtischen Bühnen Frankfurt und das Fritz-Rémond-Theater im Zoo.
Als Tänzerin vollzog sie die Abkehr sowohl vom klassischen Ballett als auch vom Ausdruckstanz, wie ihn etwa Mary Wigman und Gret Palucca praktizierten. Kaluza definierte Tanz als intellektuellen Prozess. Jeder Bewegung müsse das Denken vorausgehen. Zum Ende ihrer Karriere als Solotänzerin veröffentlichte sie 1960 in Wien das Manifest des „N.N.-Tanzes“, in dem sie ihr theoretisches Konzept unter anderem so zusammenfasst: „Die Bewegungs- und Schrittformen des neuen Tanzes sind nicht an ein System gebunden. … Ein wesentliches Moment des neuen Tanzes ist die „Nicht-Bewegung“. … Der Neue Tanz ist unbequeme Konfrontation.“ 2004 aktualisierte sie ihre Thesen; seitdem sprach sie vom „Philosophischen Tanz“: „Die geistige Situation prägt den Tanz: Tanz ist zu verstehen als abstrakte Reflexion auf gesellschaftliche Situationen.“
Mit ihrer staatlich anerkannten Fachschule für Tanz und Schauspiel, dem „Studio Kaluza“, zog sie 1963 nach Bad Homburg vor der Höhe. Dort führte sie mit ihren Schülern alljährlich neue Produktionen mit eigenen Choreografien auf. Von ihr verfasste Musicals mit Kindern wie „Zehn kleine Negerlein“ (1971) und „Philifax“ (1973) wurden im Fernsehen (ARD) gesendet, gesellschafts- und zeitkritische Stücke mit der Kammertanzgruppe wie „Hommage an Goya“ (1978), „Banalität des Lebens“ (1992) oder „Le train du temps“ (2001) stießen auf ein positives Presseecho.
Am 30. September 2008 schloss Kaluza, 87 Jahre alt, ihr Tanzstudio. Sie starb am 31. Oktober 2017.

## Auszeichnung
2007 erhielt Alice Kaluza den Verdienstkreuz am Bande des Verdienstordens der Bundesrepublik Deutschland.

## Veröffentlichungen
- Alice Kaluza: Manifest des N.N.Tanzes. Wien, 1960.
- Alice Kaluza: Über die Bewegung des N.N.-Tanzes. o. O., 1960.